# Tomorrow (chanson de Kiss)
Pour les articles homonymes, voir Tomorrow.
Singles de Kiss
Talk to Me
(1980) A World Without Heroes
(1981)
Tomorrow est une chanson de Kiss issue de l'album Unmasked et publiée en tant que troisième et dernier single de cet album.
Le titre fut écrit et composé par Paul Stanley et le producteur Vini Poncia. Le vinyle fut publié en Allemagne avec Is That You ? comme face-b. Le single se classa en Allemagne à la 70e position.

## Composition du groupe
- Paul Stanley - chants, guitare rythmique, basse (non crédité)
- Ace Frehley - guitare solo
- Peter Criss - batterie
- Anton Fig - batterie (non crédité)